# دوري الدرجة الأولى الأرجنتيني 1910
دوري الدرجة الأولى الأرجنتيني 1910 (بالإسبانية: Campeonato de Primera División 1910)‏ هو الموسم 19 من دوري الدرجة الأولى الأرجنتيني. أشرف على تنظيمه اتحاد الأرجنتين لكرة القدم، وكان عدد الأندية المشاركة فيه 9، وفاز فيه Alumni Athletic Club ‏.